# Relations entre l'Azerbaïdjan et l'Indonésie

Les relations entre l'Azerbaïdjan et l'Indonésie ont été officiellement établies en 1992. L'Azerbaïdjan apprécie le soutien de l'Indonésie dans les forums internationaux sur la position de l'Azerbaïdjan concernant le conflit du Haut-Karabakh. L'Azerbaïdjan a une ambassade à Jakarta tandis que l'Indonésie a une ambassade à Bakou. Les deux nations sont membres de l'Organisation de coopération islamique et du Mouvement des pays non alignés.

## Histoire
Après la dissolution de l'Union soviétique, l'Indonésie a reconnu l'indépendance de la République d'Azerbaïdjan le 28 décembre 1991. Près d'un an plus tard, les relations diplomatiques entre les deux pays ont été officiellement établies le 24 septembre 1992. Le 12 février 2006, l'ambassade de l'Azerbaïdjan a été créé Jakarta, c'était la première ambassade d'Azerbaïdjan en Asie du Sud-Est. L'Indonésie a fait la même chose le 2 décembre 2010 en ouvrant son ambassade à Bakou.

## Économie et commerce
Le commerce entre l'Azerbaïdjan et l'Indonésie est principalement lié au secteur de l'énergie, l'Azerbaïdjan étant devenu le deuxième plus grand fournisseur de pétrole brut de l'Indonésie en 2011 après l'Arabie saoudite. Le commerce bilatéral entre l'Azerbaïdjan et l'Indonésie a atteint 101,10 millions de dollars EU en 2007 et est passé à 1,76 milliard de dollars EU en 2011.  La balance commerciale est fortement favorable à l'Azerbaïdjan, le volume des échanges étant principalement dominé par les importations indonésiennes de pétrole azerbaïdjanais.

## Culture
En 2010, l'Université des langues d'Azerbaïdjan (ULA) a créé le Centre d'études indonésiennes. Cette institution favorise la compréhension et l'étude de la langue et de la culture indonésiennes pour les étudiants azerbaïdjanais. En avril 2012, le Centre d'études indonésiennes de l'ULA, en coopération avec l'ambassade d'Indonésie à Bakou, a organisé un atelier et une exposition de batik, avec le concepteur de batik javanais de Yogyakarta comme conférencier principal. Cet événement avait pour but de promouvoir les échanges culturels entre deux pays.